# Maçanet de la Selva
Maçanet de la Selva är en kommun i Spanien.   Den ligger i provinsen Província de Girona och regionen Katalonien, i den östra delen av landet, 600 km öster om huvudstaden Madrid. Antalet invånare är 7 175. Arean är 46 kvadratkilometer. Maçanet de la Selva gränsar till Lloret de Mar, Tordera, Fogars de la Selva, Massanes, Riudarenes, Sils och Vidreres. 
Terrängen i Maçanet de la Selva är huvudsakligen platt.